# Brugmansia aurea
Brugmansia aurea is een plant uit de nachtschadefamilie. De plant is endemisch in Ecuador. 